# اتحادیه‌گرایی دوگانه
اتحادیه‌گرایی دوگانه توسعه یک اتحادیه یا سازمان سیاسی به موازات و درون یک اتحادیه کارگری می‌باشد. در برخی موارد، این اصطلاح ممکن است در صورتی بکار رود که دو اتحادیه ادعای حق سازماندهی کارگران مشابه را داشته باشند.
اتحادیه‌گرایی دوگانه گاهی ممکن است نقش مخرب در همبستگی و نظم در اتحادیه‌های کارگری و اعمال قدرت آنها در برابر کارفرما تلقی شود.
با این حال، ممکن است برخی اتحادیه‌های کارگری و سازمان‌های سیاسی از اتحادیه‌گرایی دوگانه به‌عنوان وسیله‌ای برای بقا یا به‌عنوان راهبردی برای کسب قدرت سیاسی استفاده کنند. به عنوان مثال، کارگران صنعتی جهان، از اتحادیه‌گرایی دوگانه حمایت می‌کنند (اگرچه این رفتار «کاریسم دوگانه» نامیده می‌شود).